# Rajasaurus
A Rajasaurus (jelentése 'királygyík', a hindusztáni radzsa és az ógörög σαυρος / szaürosz 'gyík' szavak összetételéből) egy szokatlan fejdíszű húsevő abelisaurida dinoszaurusznem. Fosszilizálódott maradványait 1982 és 1984 között fedezte fel az Indiai Geológiai Szolgálat (Geological Survey of India, GSI) tagja, Suresh Srivastava. Az Indiából, a Kheda körzetben levő Rahioliból, a Narmada folyó völgyéből, Gudzsarátból előkerült leletről az amerikai és indiai tudósok 2003. augusztus 13-án, új nemként számoltak be.
Paul Sereno a Chicagói Egyetem és Jeffrey A. Wilson a Michigani Egyetem őslénykutatója, valamint Suresh Srivastava a GSI-től, egy indiai-amerikai csoport tagjaiként együtt tanulmányozták a Narmada folyónál talált fosszíliákat. A kövületek egy új faj, a Rajasaurus narmadensis, a 'narmada-völgyi királygyík' részleges csontvázához tartoztak. A Rajasaurus fosszilis csontjait nem csak Rahiolinál (Gudzsarátban) találták meg, hanem a Narmada felső folyásvidékén, Jabalpurnál (Madhja Pradesben) is.

## Anatómia

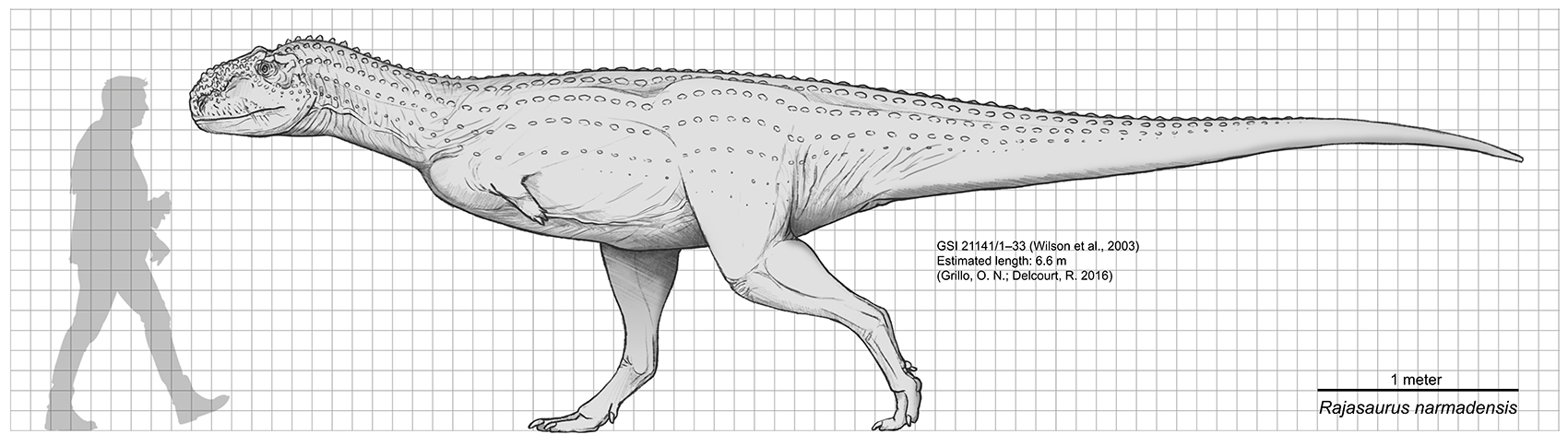
A Rajasaurus és az ember méretének összehasonlítása

A Rajasaurus egy jó állapotban megőrződött koponyát (a teljes agykoponyát és a többi koponyacsont 70%-át), a gerinc és a farok részeit, a csípő, valamint a hátsó lábak részeit is tartalmazó részleges csontváz alapján ismert. A Rajasaurus az Abelisauridae család tagja volt, egy olyan húsevő csoporté, melynek maradványai csak a déli szuperkontinens, Gondwana egykori részeit képező területekről, Afrikából, Indiából, Madagaszkárról és Dél-Amerikából kerültek elő. A Rajasaurus hasonlít kortársára, a Majungasaurusra, amely az Indiai szubkontinensről körülbelül 20 millió évvel korábban levált Madagaszkáron élt.
A Rajasaurus mintegy 6,6 méter hosszú lehetett. A koponyája rövid, mindössze 60 centiméter hosszú volt, rajta egyedi, lekerekített szarvak helyezkedtek el.

## Felfedezés
Az India középső részén fekvő Narmada-völgy híres fosszilis őslénytani leleteiről. A Narmada folyó keletről nyugatra folyik át a völgyön és 1312 km megtétele után az Arab-tengerbe torkollik. Számos történelmi és vallási szempontból fontos kis és nagyváros található a völgyben, Madhja Prades és Gudzsarát államok területén. Az 1800-as évek vége óta ismertek beszámolók a völgyben talált dinoszaurusz csontokról; 1877-ben Richard Lydekker több dinoszaurusz fosszíliát talált a területen, köztük a Titanosaurus indicus maradványait is.
Habár a Rajasaurust 2003-ban írták le, már 1923-ban is készült leírás a nemhez tartozó maradványokról. Ebben az évben Charles Matley leírást készített egy Lametasaurus indicus példányról, melyhez egy csípőcsont, egy keresztcsont, egy sípcsont, valamint páncéllemezek (osteodermek) tartoztak, amik Bara Simlánál kerültek elő. A Lametasaurus később kimérának bizonyult, Wilson és szerzőtársai pedig kijelentették. hogy a csípőcsont és a (később elveszett) keresztcsont nagyon hasonlít a Rajasauruséhoz.
A Rajasaurusnak elnevezett fosszíliák története 1981-ben kezdődött. Mikor az Indiai Geológiai Szolgálat két geológusa, G.N. Dwivedi és D.M. Mohabey egy térképező úton jártak a Kheda körzetben levő Rahioliban, az ACC Cement kőfejtő munkásai sima gömb alakú mészkődarabokra hívták fel a figyelmüket. A gömbökről kiderült, hogy megkövesedett dinoszaurusz tojások. Emellett a geológusok a tojásokat tartalmazó mészkőágy alatt egy érdes homokkőből és dinoszaurusz csontfosszíliákban gazdag konglomerátumból álló réteget találtak.
1982 és 1984 között a GSI geológusa, Suresh Srivastava, a GSI nyugati régióbeli Őslénytani Részlegének irányítása alatt számos csontfosszília töredéket gyűjtött össze Rahioliban, és pontosan feltérképezte a területet. Ezekről a fosszíliákról két kutatási cikk készült, és a jaipuri Őslénytani Részleghez kerültek azonosítás céljából. A Panjab Universityvel közös, 1994–1995-ös Egyetértési Emlékeztető aláírásáig a további kutatás szünetelt.
2001-ben, az Új-Delhiben levő Amerikai Indiatudományi Intézet (American Institute of Indian Studies) és az amerikai Nemzeti Földrajzi Társaság (National Geographic Society) által támogatott két amerikai tudósból álló csapat folytatta a fosszíliák vizsgálatát. Az amerikaiak, Paul Sereno és Jeff Wilson megkezdték az 1983-ban és 1984-ben gyűjtött dinoszauruszcsontok rekonstruálását. A tudóscsapat a Srivastava korábbi munkája eredményeként készült térképek részletes tanulmányozása után képes volt helyreállítani a részleges koponyát, a bal és jobb csípőcsontokat és egy keresztcsontot. A koponyadarabról és a szarvról megállapították, hogy a Madagaszkáron talált dinoszauruszokéra hasonlítanak. A Rajasaurus maradványait Jabalpur közelében, Madhja Prades államban is megtalálták. Az összegyűjtött fosszíliák között egy részleges koponya mellett találhatók lábcsontok, csípőcsontok és csigolyák is.
A Rajasaurus felfedezése újabb információkkal szolgálhat az abelisauridák evolúciós kapcsolatait illetően, mivel a korábban leírt indiai példányok nagyrészt különálló csontok voltak. Egy 2003-ban tartott sajtókonferencián a Rajasaurus felfedezésével kapcsolatban Sereno kijelentette:

A felfedezés, melynek a világ más szakértői elé kell kerülnie, fontos, mivel segíthet az abelisaurida ragadozó család dinoszauruszaival kapcsolatos ismeretek bővítésében, és új nézőpontot biztosít az Indiai szubkontinens dinoszauruszaival kapcsolatban.

## Ősbiológia

### Élőhely
A Rajasaurusra a Lameta-formációban találtak rá. Ez a kőzetegység a vulkanikus időszakok között létezett folyami és tavi élőhelyek maradványait őrizte meg. A vulkanikus kőzetek jelenleg Dekkán-trapp néven ismertek. A Dekkán vulkanikus folyamai által betemetett folyami és tavi üledékekből Rajasaurus és sauropoda fosszíliák kerültek elő.
A Lameta-formációból származó ürülékfosszíliák és bennük a gombák jelenléte azt jelzi, hogy a leveleket dinoszauruszok ették meg, melyek trópusi vagy szubtrópusi éghajlaton éltek. Egy másik, a tojás taxonok hasonlóságain végzett tudományos vizsgálat közeli filogenetikai kapcsolat meglétét bizonyítja, ami támogatja azt az elméletet, amely szerint a kréta időszakban szárazföldi kapcsolat állt fenn India és Európa, valamint a két Gondwana-terület, Patagónia és India dinoszauruszfaunái között.

## Ősbiogeográfia
A Rajasaurus csak az Indiai-félszigetről ismert. Mikor élt, India észak felé sodródva éppen elülönült Gondwana többi részétől. Bár a Rajasaurus egy külön fejlődési utat követett, mégis hasonlított a többi abelisauridára, például a madagaszkári Majungasaurusra és a dél-amerikai Carnotaurusra, ezek az állatok ugyanis egyetlen fejlődési vonalról származtak.

## Popkulturális hatás
A kihalt állatok megismertetése céljából az Indiai Geológiai Szolgálat életnagyságú Rajasaurus és Titanosaurus üveggyapot modelleket helyezett el Lucknowban levő irodájuk mellett. Ezek megalkotásához méretarányos (körülbelül az eredeti méret 10%-át elérő) modelleket készítettek, melyek felnagyított változatának megtartására acél tartószerkezeteket vagy ketreceket építettek. A ketrecekben gipsz segítségével kialakították a dinoszauruszok formáját. Miután a bőrük elkészült, üveggyapot rétegekből öntőmintákat hoztak létre. Az öntőminták leszedése után eltávolították a gipsz szobrokat, a helyükre pedig a minták kerültek, melyek befestésével létrejött a modellek végleges formája.
A modelleket a mezozoikum idején élt növényeket ábrázoló környezetben helyezték el. Mellettük láthatók a végtagcsontok, a gerinc, a tojások és a sauropoda dinoszauruszok ürülékfosszíliái, valamint a Rajasaurus fosszilizálódott tojásai, amiket Gudzsarát és Madhja Prades területén fedeztek fel. A két modellt körülbelül 14 lakh (1 400 000) rúpia (28 000 dollár) összeg ellenében helyezték el egy erre a célra kialakított terepen, olyan kréta időszaki növények társaságában, mint például az Araucaria bidwilli, az Areca concinna, az Areca catechu (bételpálma), az Artocarpus sp. (kenyérfa), a Sterculia urens (indiai tragakanta), a Nypa fruticans (mangrovepálma), a Cycas revoluta, a Cycas rumphii, a mini legyezőpálma, az orvosi atracél, a Magnolia (liliomfa), és a Cryptogramma crispa (bodorpáfrány).
A Rajasaurus helyreállított koponyája a kalkuttai Indiai Múzeum kiállításának fontos részét képezi.
Aliya Babi hercegnő (a Balasinore királyi család tagja) a GSI Rahioliban végzett ásatásán tett látogatása után rajongani kezdett a dinoszauruszokért, és a dinoszauruszturizmus támogatójává vált, elősegítve a terület több millió éves örökségének bemutatását. Szállodájában egy kis múzeumot hozott létre abból a célból, hogy „a turisták a fosszíliákat és a tojásokat látva érezhessék a több millió évvel korábbi élet által kiváltott izgalmat”.

## Fordítás
- Ez a szócikk részben vagy egészben  a   Rajasaurus című angol Wikipédia-szócikk ezen változatának fordításán alapul.  Az eredeti cikk szerkesztőit annak laptörténete sorolja fel. Ez a jelzés csupán a megfogalmazás eredetét és a szerzői jogokat jelzi, nem szolgál a cikkben szereplő információk forrásmegjelöléseként.